# Rubus panduratus
Rubus panduratus är en rosväxtart som beskrevs av Hand.-mazz.. Rubus panduratus ingår i släktet rubusar, och familjen rosväxter. Utöver nominatformen finns också underarten R. p. etomentosus.